# Canal del mar del Norte
El canal del mar del Norte (en neerlandés: Noordzeekanaal) es un canal artificial navegable que conecta la ciudad de Ámsterdam con el mar del Norte en IJmuiden. Su construcción se llevó a cabo entre 1865 y 1876.